# Информационный язык
Информационный язык — специализированный искусственный язык, используемый в различных системах обработки информации. От информационных языков следует отличать языки программирования, машинные языки и формализованные языки науки. Обычно различают:
- информационно-логический язык — язык для информационно-логических систем, в первую очередь — языки представления знаний (например SC, SCP, SCL) и языки баз данных (например SQL);
- информационно-поисковый язык — знаковая система, предназначенная для описания (путём индексирования) основного смыслового содержания текстов (документов) или их частей, а также для выражения смыслового содержания информационных запросов с целью реализации информационного поиска. Примером информационно-поискового языка является язык библиографического описания, который служит средством идентификации текстов и используется в алфавитных каталогах, картотеках и библиографических указателях. В его составе — библиографические элементы (фамилии авторов, заглавия, названия учреждений, периодических изданий и им подобные). Другим примером информационно-поискового языка являются языки обращений к поисковым системам Yandex или Google.

Между логическими и поисковыми языками нет принципиальной разницы, так как многие информационные языки могут использоваться как в одной, так и в другой системе. Любые информационные языки должны обеспечивать однозначную запись информации и её последующее распознавание с определённой полнотой и точностью, а информационно-логический язык, помимо этого — формализацию логического вывода.